# Dầu nhớt

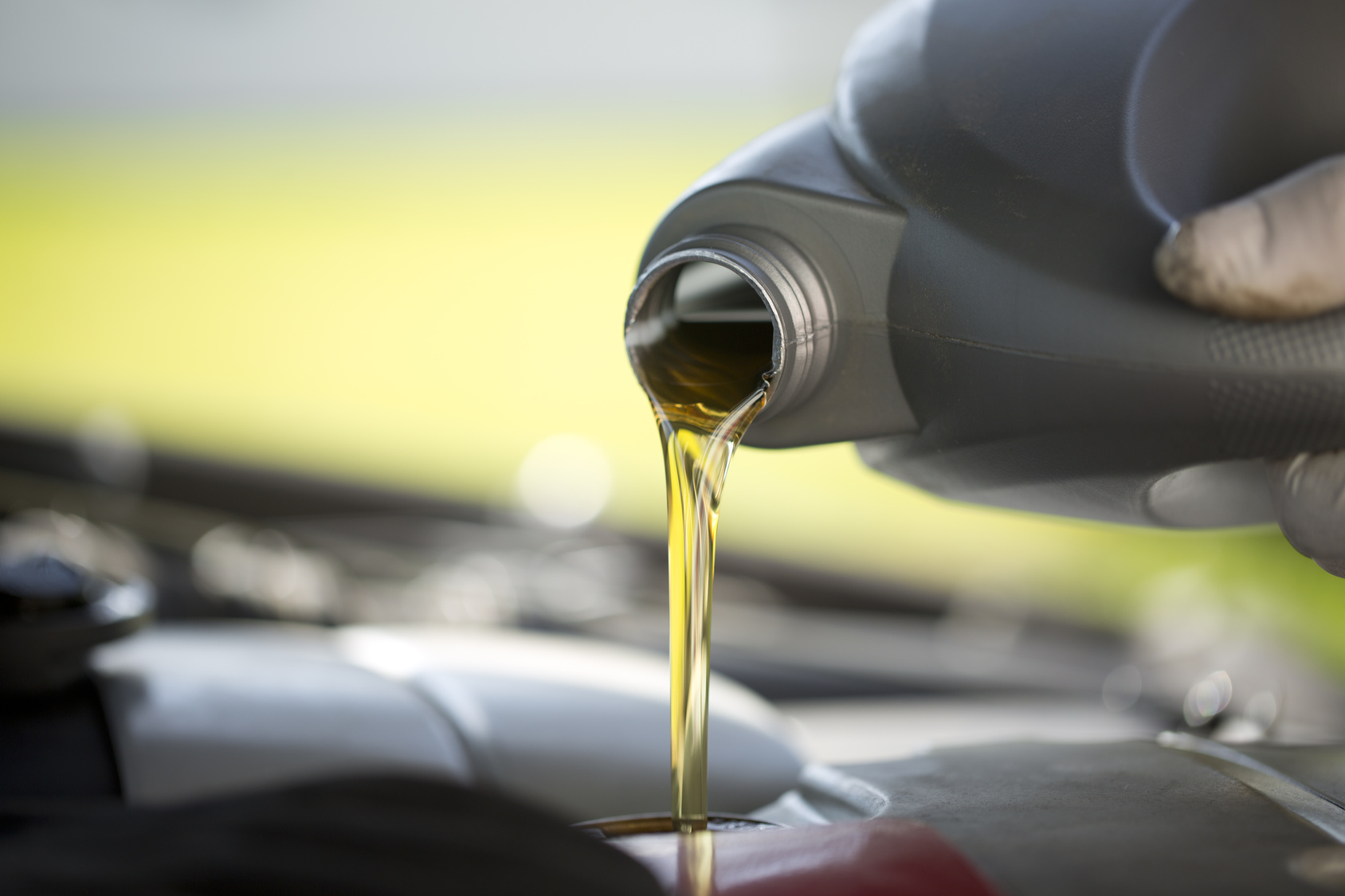
Đổ dầu nhớt nguyên chất vào trong một động cơ máy

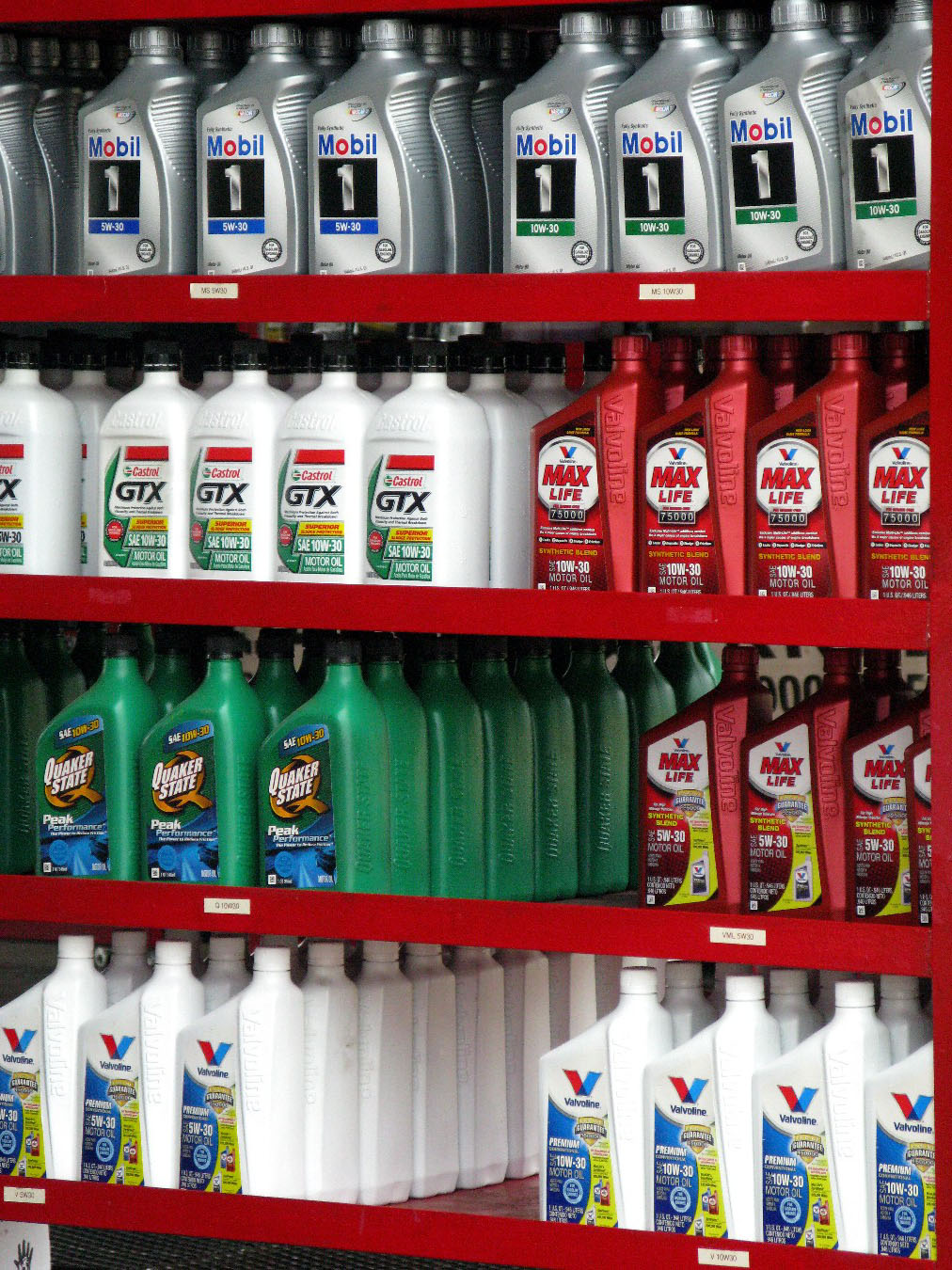
Đa dạng các thương hiệu dầu nhớt đóng chai tại một cửa hàng

Dầu bôi trơn, hay còn gọi là dầu nhờn hoặc dầu nhớt, tên gọi cũ là dầu luyn (đọc trại từ tiếng Pháp: l'huile de lubrifiant; phiên âm: lơ-uyn-lờ đờ lúp-bơ-ri-phi-ăng), chỉ đến bất kỳ loại chất nào được dùng cho việc bôi trơn động cơ đốt trong. Thành phần của chúng thường bao gồm dầu cơ bản được tăng cường thêm nhiều chất pha khác, cụ thể là phụ gia chống mài mòn, chất tẩy rửa, chất phân tán và cả dầu nhớt đa cấp, chất gia tăng độ nhớt. Chức năng chính của dầu nhớt là làm giảm ma sát và sự hao mòn của các bộ chuyển động và nhằm làm sạch động cơ từ cặn dầu (một trong các chức năng của chất phân tán) và lớp sơn bên ngoài (chất tẩy rửa). Ngoài ra nó còn làm trung hòa axit có trong nhiên liệu và trong quá trình oxi hóa dầu bôi trơn (chất tẩy rửa), cải thiện sự bịt kín của các vòng pit-tông, cũng như làm mát động cơ bằng cách đẩy hơi nóng ra khỏi các bộ chuyển động.
Dầu nhớt được pha trộn sử dụng nguồn dầu cơ bản bao gồm hydrocarbon gốc dầu, polyalphaolefin (PAO) hoặc các hỗn hợp khác ở tỷ lệ cân đối, đôi khi lên tới 20% độ nặng của este để hòa tan tốt hơn các chất phụ gia.